# Jeroni Mas Fiol
Jeroni Mas Fiol   (Palma, 2002) és un poeta mallorquí.
D'origen palmesà, el 2022 va guanyar el V Certamen Art Jove de poesia Salvador Iborra amb el poemari Castigar la fera, que fou publicat per Viena Edicions. L'any anterior havia estat finalista del mateix concurs. En paral·lel a la seva activitat literària, participa activament en la vida cultural de Mallorca i Barcelona, com ara en qualitat de desenvolupador del pòdcast literari N'hi n'hi, en cooperació amb Martí Grimalt i Sofia Lozano.